# Taxus wallichiana
Espèce
Synonymes
- Taxus sumatrana (Miq.) de Laub.
- Taxus yunnanensis W.C.Cheng & L.K.Fu

Statut de conservation UICN

 EN A2acd : En danger
Statut CITES
Taxus wallichiana, l’If de l'Himalaya, est une espèce de conifères de la famille des Taxacées.

## Liste des variétés
Selon NCBI (11 août 2014) :
- variété Taxus wallichiana var. chinensis
- variété Taxus wallichiana var. wallichiana

Selon The Plant List (11 août 2014) :
- variété Taxus wallichiana var. chinensis (Pilg.) Florin
- variété Taxus wallichiana var. mairei (Lemée & H.Lév.) L.K.Fu & Nan Li

Selon Tropicos (11 août 2014) (Attention liste brute contenant possiblement des synonymes) :
- variété Taxus wallichiana var. chinensis (Pilg.) Florin
- variété Taxus wallichiana var. mairei (Lemée & H. Lév.) L.K. Fu & Nan Li
- variété Taxus wallichiana var. wallichiana
- variété Taxus wallichiana var. yunnanensis (W.C. Cheng & L.K. Fu) C.T. Kuan